# 長谷川晴彦 (映画プロデューサー)
長谷川 晴彦（はせがわ はるひこ、1977年3月25日 - ）は、日本のテレビドラマ・映画プロデューサー。

## 人物
埼玉県出身。武蔵大学経済学部卒業。2000年、ロボット入社。映画部配属。『ALWAYS 三丁目の夕日』シリーズや『SP 警視庁警備部警護課第四係』シリーズなどの制作を経て、2011年からプロデューサーを務める。2020年10月31日付で株式会社ロボットを退職、翌11月1日に株式会社KADOKAWAに入社、映像企画制作部所属。2024年6月30日付で株式会社KADOKAWAを退職、独立プロデューサーとして活動。

## 作品歴

### テレビドラマ
- 終電バイバイ
- 安堂ロイド〜A.I. knows LOVE?〜
- 最高のおもてなし
- 家族狩り
- 破門　疫病神シリーズ
- 螻蛄　疫病神シリーズ
- わたしに運命の恋なんてありえないって思ってた
- マグマイザー
- あまんじゃく　元外科医の殺し屋が医療の闇に挑む
- 名探偵・明智小五郎
- FLY! BOYS, FLY! 僕たち、CAはじめました
- あまんじゃく　元外科医の殺し屋 最後の闘い
- ノースライト
- ガールガンレディ
- シェフは名探偵
- 警視庁アウトサイダー
- 離婚しない男-サレ夫と悪嫁の騙し愛-
- 黄金の刻〜服部金太郎物語〜
- DOPE 麻薬取締部特捜課

### 映画
- オズランド 笑顔の魔法おしえます。
- WE ARE LITTLE ZOMBIES
- 任侠学園
- ひとよ
- サイレント・トーキョー
- ケイコ 目を澄ませて
- 渇水
- 火喰鳥を、喰う

### 配信ドラマ
- 仮面ライダーBLACK SUN[6]
- 極悪女王

## プロデュース作品受賞歴

### 「極悪女王」
- 第51回 放送文化基金賞
  - ドラマ部門奨励賞

### 『渇水』
- 第45回 ヨコハマ映画祭
  - 助演男優賞（磯村勇斗）
- 第35回 日刊スポーツ映画大賞
  - 助演男優賞（磯村勇斗）

- 第97回 キネマ旬報ベスト・テン
  - 助演男優賞（磯村勇斗）

### 『ケイコ　目を澄ませて』
- 第36回 高崎映画祭
  - 最優秀作品賞
  - 最優秀俳優賞（岸井ゆきの）
- 第77回 毎日映画コンクール
  - 日本映画大賞
  - 女優主演賞（岸井ゆきの）
  - 監督賞（三宅唱）
  - 撮影賞（月永雄太）
  - 録音賞（川井崇満）
- 第96回 キネマ旬報ベスト・テン
  - 日本映画作品賞（ベスト・テン第1位）
  - 主演女優賞（岸井ゆきの）
  - 助演男優賞（三浦友和）
  - 読者選出日本映画監督賞（三宅唱）
- 第46回日本アカデミー賞
  - 最優秀主演女優賞（岸井ゆきの）
- 第32回日本映画批評家大賞
  - 監督賞（三宅唱）
- 第45回ヨコハマ映画祭
  - 2023年度日本映画ベストテン第1位
  - 主演女優賞（岸井ゆきの）
  - 作品賞
  - 撮影賞（月永雄太）
  - 審査員特別賞（松浦慎一郎）

### 「シェフは名探偵」
- 2022年度 東京ドラマアウォード
  - 優秀賞
- 第59回 ギャラクシー賞
  - テレビ部門奨励賞

### 「ノースライト」
- 第58回 ギャラクシー賞
  - テレビ部門奨励賞

### 『ひとよ』
- 第41回 ヨコハマ映画祭
  - 日本映画ベストテン 第7位
- 第62回 ブルーリボン賞
  - 助演女優賞（MEGUMI）
- 第15回 おおさかシネマフェスティバル
  - 日本映画 作品賞ベストテン 第3位
  - 脚本賞（髙橋泉）
- 第93回 キネマ旬報ベスト・テン
  - 日本映画ベスト・テン 第7位
  - 日本映画監督賞（白石和彌）
- 第29回 日本映画プロフェッショナル大賞
  - 2019年度ベストテン 第7位

### 『WE ARE LITTLE ZOMBIES』
- 第35回サンダンス国際映画祭
  - 審査員特別賞・オリジナリティ賞
- 第69回ベルリン国際映画祭
  - ジェネレーション部門スペシャルメンション（準グランプリ）賞